# François Adhémar de Monteil de Grignan
 (août 2024).
François Adhémar de Monteil de Grignan, duc de Termoli, comte de Grignan et de Campobasso, marquis d’Entrecasteaux (1632-1714) est un aristocrate
français principalement connu pour avoir été lieutenant-général de Provence et le gendre de madame de Sévigné.

## Origines
D’origine méridionale, la famille Adhémar de Grignan est une très vieille famille aristocratique française. Elle occupe depuis longtemps en Provence les postes les plus élevés. Ses premières traces remontent à la première croisade, à laquelle des chevaliers portant le nom d'Adhémar ont participé. Vers le XIe siècle, le seigneur de Monteil Aimar ou Adhémar, un des ancêtres des Grignan, possède plus de vingt lieues de terres (soit l'équivalent de plus de 700 hectares)[Information douteuse] sur la rive gauche du Rhône. Il donne d'ailleurs son nom à la ville de Montélimar. Un de ses descendants, Guilhem Adhémar, marque sa place au premier rang des troubadours provençaux. Sous François Ier, un comte Adhémar de Grignan est pendant quelques années gouverneur de Provence.
C'est à cette époque que la famille Adhémar de Grignan s'allie à la maison de Castellane, une ancienne et illustre famille de Provence dont cette branche reprend le nom d'Adhémar, les Adhémar de Grignan s'éteignant en ligne directe. Au XVIIe siècle, temps de François Adhémar de Monteil de Grignan, la famille a déjà perdu beaucoup de son importance, de sa splendeur et de ses richesses, mais elle jouit encore d'un grand crédit.

## Biographie
François de Castellane-Ornano-Adhémar de Monteil de Grignan est né dans le village provençal de Grignan le 15 septembre 1632. Il est le fils du comte Louis Gaucher de Grignan et de Marguerite d’Ornano. Il est l’aîné d’une fratrie de onze enfants issues d’une très vieille famille aristocratique. Il héritera du titre de comte à 36 ans, à la mort de son père le 4 août 1668. Dès sa jeunesse, il embrasse la carrière militaire. En 1654, il devient colonel du régiment de Champagne. Deux ans plus tard, il est promu lieutenant-capitaine des chevau-légers de la reine-mère Anne d'Autriche.
Il se marie trois fois.
Il épouse en premières noces en 1658 Angélique-Claire d’Angennes, fille du marquis de Rambouillet, avec qui il eut deux filles, Louise Catherine de Castellane, Françoise Julie de Castellane  et qui meurt en 1664.
Il se remarie une année plus tard à Marie-Angélique du Puy-du-Fou. Elle décède à la suite de l’accouchement de leur fils, qui mourra peu après d’une maladie infantile.
Alors qu’il a 37 ans, il rencontre Françoise-Marguerite de Sévigné.
À cette époque, il a besoin d'argent et l'énorme dot que peut lui apporter Françoise de Sévigné lui permettrait d'amortir une partie de ses dettes. Ce mariage qui s’apparente plus à une mésalliance (la famille de Sévigné ne jouit pas d’un rang égal à celle de Grignan) est néanmoins conclu le 27 janvier 1669 à l'hôtel de La Rochefoucauld à Paris et célébré deux jours plus tard à l'église Saint-Nicolas-des-Champs.
La marquise de Sévigné, mère de la mariée, écrit à son cousin Roger de Bussy-Rabutin à propos de ce mariage : « La plus jolie fille de France épouse, non pas le plus joli garçon, mais un des plus honnêtes hommes du royaume ; c’est M. de Grignan. »
Le 29 novembre de la même année, Louis XIV nomme le comte de Grignan lieutenant-général du Roi en Provence. Il part retrouver ses terres natales le 19 avril 1670. Il fera son entrée à Aix le 19 mai et sera reçu au Parlement deux jours après. La nouvelle comtesse de Grignan le rejoint une année plus tard. Le couple résidera au château de Grignan pendant presque quarante ans. De leur union naîtront trois enfants, dont la future marquise de Simiane qui jouera un rôle important dans la publication de la correspondance de sa grand-mère maternelle.
En 1673, Grignan assiège la cité d’Orange, réclamant l’entrée de celle-ci dans le territoire de France. En apprenant la nouvelle de la victoire du comte, Louis XIV aurait dit « Je suis fort content de Grignan ! »
M. de Grignan meurt le 30 décembre 1714 à l’âge de 82 ans dans une auberge près du Pont de Saint-Pons, entre Lambesc et Marseille. Il est enterré dans la chapelle de Notre Dame du Mont-Carmel de l'église des Grands-Carmes de Marseille.

## Regard de Saint-Simon
Ses contemporains ont un avis généralement positif sur le gendre de Mme de Sévigné. Saint-Simon était « fort des amis » de Louis Provence, le fils du comte. Il décrit ainsi François de Grignan : « C’était un grand homme, fort bien fait, laid, qui sentait fort ce qu’il était, fort honnête homme, fort poli, fort noble, en tout fort obligeant, et universellement estimé, aimé et respecté en Provence, où, à force de manger et de n’être point secondé, il se ruina. »

## Famille
Quelques membres de la famille proche. Les surnoms sont ceux donnés par Mme de Sévigné dans ses lettres.
|                                                           |                                                           |                                                           |                                                           |                                                           |                                                           |  |  |                                            |                                            |                                               |                                               |                                               |                                               |                                               |                                               |                                              |                                              |                                                      |                                                      |                                                      |                                                      |                                                      |                                                      |                                       |                                       |                                             |                                             |                                             |                                             |                                             |                                             |                                                |                                                |                                                        |                                                        |                                                        |                                                        |                                                        |                                                        |                                            |                                            |                                                                                      |                                                                                      |                                                                                      |                                                                                      | Louis François de Grignan (1598-1624)                                                | Louis François de Grignan (1598-1624)                                                | Louis François de Grignan (1598-1624) | Louis François de Grignan (1598-1624) | Louis François de Grignan (1598-1624)             | Louis François de Grignan (1598-1624)             |                                                   |                                                   | Jeanne d'Ancezune                                        | Jeanne d'Ancezune                                        | Jeanne d'Ancezune                                        | Jeanne d'Ancezune                                        | Jeanne d'Ancezune                                                            | Jeanne d'Ancezune                                                            |                                                                              |                                                                              |                                                                              |                                                                              |                                                          |                                                          |                                                                  |                                                                  |                                                                  |                                                                  |                                                                  |                                                                  |
|                                                           |                                                           |                                                           |                                                           |                                                           |                                                           |  |  |                                            |                                            |                                               |                                               |                                               |                                               |                                               |                                               |                                              |                                              |                                                      |                                                      |                                                      |                                                      |                                                      |                                                      |                                       |                                       |                                             |                                             |                                             |                                             |                                             |                                             |                                                |                                                |                                                        |                                                        |                                                        |                                                        |                                                        |                                                        |                                            |                                            |                                                                                      |                                                                                      |                                                                                      |                                                                                      | Louis François de Grignan (1598-1624)                                                | Louis François de Grignan (1598-1624)                                                | Louis François de Grignan (1598-1624) | Louis François de Grignan (1598-1624) | Louis François de Grignan (1598-1624)             | Louis François de Grignan (1598-1624)             |                                                   |                                                   | Jeanne d'Ancezune                                        | Jeanne d'Ancezune                                        | Jeanne d'Ancezune                                        | Jeanne d'Ancezune                                        | Jeanne d'Ancezune                                                            | Jeanne d'Ancezune                                                            |                                                                              |                                                                              |                                                                              |                                                                              |                                                          |                                                          |                                                                  |                                                                  |                                                                  |                                                                  |                                                                  |                                                                  |
|                                                           |                                                           |                                                           |                                                           |                                                           |                                                           |  |  |                                            |                                            |                                               |                                               |                                               |                                               |                                               |                                               |                                              |                                              |                                                      |                                                      |                                                      |                                                      |                                                      |                                                      |                                       |                                       |                                             |                                             |                                             |                                             |                                             |                                             |                                                |                                                |                                                        |                                                        |                                                        |                                                        |                                                        |                                                        |                                            |                                            |                                                                                      |                                                                                      |                                                                                      |                                                                                      |                                                                                      |                                                                                      |                                       |                                       |                                                   |                                                   |                                                   |                                                   |                                                          |                                                          |                                                          |                                                          |                                                                              |                                                                              |                                                                              |                                                                              |                                                                              |                                                                              |                                                          |                                                          |                                                                  |                                                                  |                                                                  |                                                                  |                                                                  |                                                                  |
|                                                           |                                                           |                                                           |                                                           |                                                           |                                                           |  |  |                                            |                                            |                                               |                                               |                                               |                                               |                                               |                                               |                                              |                                              |                                                      |                                                      |                                                      |                                                      |                                                      |                                                      |                                       |                                       |                                             |                                             |                                             |                                             |                                             |                                             |                                                |                                                |                                                        |                                                        |                                                        |                                                        |                                                        |                                                        |                                            |                                            |                                                                                      |                                                                                      |                                                                                      |                                                                                      |                                                                                      |                                                                                      |                                       |                                       |                                                   |                                                   |                                                   |                                                   |                                                          |                                                          |                                                          |                                                          |                                                                              |                                                                              |                                                                              |                                                                              |                                                                              |                                                                              |                                                          |                                                          |                                                                  |                                                                  |                                                                  |                                                                  |                                                                  |                                                                  |
|                                                           |                                                           |                                                           |                                                           |                                                           |                                                           |  |  |                                            |                                            |                                               |                                               |                                               |                                               |                                               |                                               |                                              |                                              |                                                      |                                                      |                                                      |                                                      |                                                      |                                                      |                                       |                                       |                                             |                                             |                                             |                                             |                                             |                                             |                                                |                                                |                                                        |                                                        |                                                        |                                                        | Louis Gaucher de Grignan (1624-1668)                   | Louis Gaucher de Grignan (1624-1668)                   | Louis Gaucher de Grignan (1624-1668)       | Louis Gaucher de Grignan (1624-1668)       | Louis Gaucher de Grignan (1624-1668)                                                 | Louis Gaucher de Grignan (1624-1668)                                                 |                                                                                      |                                                                                      | Marguerite d'Ornano (morte en 1655)                                                  | Marguerite d'Ornano (morte en 1655)                                                  | Marguerite d'Ornano (morte en 1655)   | Marguerite d'Ornano (morte en 1655)   | Marguerite d'Ornano (morte en 1655)               | Marguerite d'Ornano (morte en 1655)               |                                                   |                                                   | Jacques Adhémar de Monteil, évêque d'Uzès (mort en 1674) | Jacques Adhémar de Monteil, évêque d'Uzès (mort en 1674) | Jacques Adhémar de Monteil, évêque d'Uzès (mort en 1674) | Jacques Adhémar de Monteil, évêque d'Uzès (mort en 1674) | Jacques Adhémar de Monteil, évêque d'Uzès (mort en 1674)                     | Jacques Adhémar de Monteil, évêque d'Uzès (mort en 1674)                     |                                                                              |                                                                              | François Adhémar de Monteil, archev. d'Arles (1603-1689)                     | François Adhémar de Monteil, archev. d'Arles (1603-1689)                     | François Adhémar de Monteil, archev. d'Arles (1603-1689) | François Adhémar de Monteil, archev. d'Arles (1603-1689) | François Adhémar de Monteil, archev. d'Arles (1603-1689)         | François Adhémar de Monteil, archev. d'Arles (1603-1689)         |                                                                  |                                                                  |                                                                  |                                                                  |
|                                                           |                                                           |                                                           |                                                           |                                                           |                                                           |  |  |                                            |                                            |                                               |                                               |                                               |                                               |                                               |                                               |                                              |                                              |                                                      |                                                      |                                                      |                                                      |                                                      |                                                      |                                       |                                       |                                             |                                             |                                             |                                             |                                             |                                             |                                                |                                                |                                                        |                                                        |                                                        |                                                        | Louis Gaucher de Grignan (1624-1668)                   | Louis Gaucher de Grignan (1624-1668)                   | Louis Gaucher de Grignan (1624-1668)       | Louis Gaucher de Grignan (1624-1668)       | Louis Gaucher de Grignan (1624-1668)                                                 | Louis Gaucher de Grignan (1624-1668)                                                 |                                                                                      |                                                                                      | Marguerite d'Ornano (morte en 1655)                                                  | Marguerite d'Ornano (morte en 1655)                                                  | Marguerite d'Ornano (morte en 1655)   | Marguerite d'Ornano (morte en 1655)   | Marguerite d'Ornano (morte en 1655)               | Marguerite d'Ornano (morte en 1655)               |                                                   |                                                   | Jacques Adhémar de Monteil, évêque d'Uzès (mort en 1674) | Jacques Adhémar de Monteil, évêque d'Uzès (mort en 1674) | Jacques Adhémar de Monteil, évêque d'Uzès (mort en 1674) | Jacques Adhémar de Monteil, évêque d'Uzès (mort en 1674) | Jacques Adhémar de Monteil, évêque d'Uzès (mort en 1674)                     | Jacques Adhémar de Monteil, évêque d'Uzès (mort en 1674)                     |                                                                              |                                                                              | François Adhémar de Monteil, archev. d'Arles (1603-1689)                     | François Adhémar de Monteil, archev. d'Arles (1603-1689)                     | François Adhémar de Monteil, archev. d'Arles (1603-1689) | François Adhémar de Monteil, archev. d'Arles (1603-1689) | François Adhémar de Monteil, archev. d'Arles (1603-1689)         | François Adhémar de Monteil, archev. d'Arles (1603-1689)         |                                                                  |                                                                  |                                                                  |                                                                  |
|                                                           |                                                           |                                                           |                                                           |                                                           |                                                           |  |  |                                            |                                            |                                               |                                               |                                               |                                               |                                               |                                               |                                              |                                              |                                                      |                                                      |                                                      |                                                      |                                                      |                                                      |                                       |                                       |                                             |                                             |                                             |                                             |                                             |                                             |                                                |                                                |                                                        |                                                        |                                                        |                                                        |                                                        |                                                        |                                            |                                            |                                                                                      |                                                                                      |                                                                                      |                                                                                      |                                                                                      |                                                                                      |                                       |                                       |                                                   |                                                   |                                                   |                                                   |                                                          |                                                          |                                                          |                                                          |                                                                              |                                                                              |                                                                              |                                                                              |                                                                              |                                                                              |                                                          |                                                          |                                                                  |                                                                  |                                                                  |                                                                  |                                                                  |                                                                  |
|                                                           |                                                           |                                                           |                                                           |                                                           |                                                           |  |  |                                            |                                            |                                               |                                               |                                               |                                               |                                               |                                               |                                              |                                              |                                                      |                                                      |                                                      |                                                      |                                                      |                                                      |                                       |                                       |                                             |                                             |                                             |                                             |                                             |                                             |                                                |                                                |                                                        |                                                        |                                                        |                                                        |                                                        |                                                        |                                            |                                            |                                                                                      |                                                                                      |                                                                                      |                                                                                      |                                                                                      |                                                                                      |                                       |                                       |                                                   |                                                   |                                                   |                                                   |                                                          |                                                          |                                                          |                                                          |                                                                              |                                                                              |                                                                              |                                                                              |                                                                              |                                                                              |                                                          |                                                          |                                                                  |                                                                  |                                                                  |                                                                  |                                                                  |                                                                  |
| Angélique Claire d'Angennes (morte en 1663)               | Angélique Claire d'Angennes (morte en 1663)               | Angélique Claire d'Angennes (morte en 1663)               | Angélique Claire d'Angennes (morte en 1663)               | Angélique Claire d'Angennes (morte en 1663)               | Angélique Claire d'Angennes (morte en 1663)               |  |  |                                            |                                            | Marie-Angélique du Puy-du-Fou (morte en 1667) | Marie-Angélique du Puy-du-Fou (morte en 1667) | Marie-Angélique du Puy-du-Fou (morte en 1667) | Marie-Angélique du Puy-du-Fou (morte en 1667) | Marie-Angélique du Puy-du-Fou (morte en 1667) | Marie-Angélique du Puy-du-Fou (morte en 1667) |                                              |                                              | François, comte de Grignan, « le Matou » (1632-1714) | François, comte de Grignan, « le Matou » (1632-1714) | François, comte de Grignan, « le Matou » (1632-1714) | François, comte de Grignan, « le Matou » (1632-1714) | François, comte de Grignan, « le Matou » (1632-1714) | François, comte de Grignan, « le Matou » (1632-1714) |                                       |                                       | Françoise Marguerite de Sévigné (1646-1705) | Françoise Marguerite de Sévigné (1646-1705) | Françoise Marguerite de Sévigné (1646-1705) | Françoise Marguerite de Sévigné (1646-1705) | Françoise Marguerite de Sévigné (1646-1705) | Françoise Marguerite de Sévigné (1646-1705) |                                                |                                                | Marie, abbesse de Saint-Benoît d’Aubenas (née en 1633) | Marie, abbesse de Saint-Benoît d’Aubenas (née en 1633) | Marie, abbesse de Saint-Benoît d’Aubenas (née en 1633) | Marie, abbesse de Saint-Benoît d’Aubenas (née en 1633) | Marie, abbesse de Saint-Benoît d’Aubenas (née en 1633) | Marie, abbesse de Saint-Benoît d’Aubenas (née en 1633) |                                            |                                            | Jean-Baptiste, coadjuteur, puis archev. d’Arles, « le seigneur Corbeau » (1638-1697) | Jean-Baptiste, coadjuteur, puis archev. d’Arles, « le seigneur Corbeau » (1638-1697) | Jean-Baptiste, coadjuteur, puis archev. d’Arles, « le seigneur Corbeau » (1638-1697) | Jean-Baptiste, coadjuteur, puis archev. d’Arles, « le seigneur Corbeau » (1638-1697) | Jean-Baptiste, coadjuteur, puis archev. d’Arles, « le seigneur Corbeau » (1638-1697) | Jean-Baptiste, coadjuteur, puis archev. d’Arles, « le seigneur Corbeau » (1638-1697) |                                       |                                       | Charles Philippe, « le Chevalier » (v. 1642-1672) | Charles Philippe, « le Chevalier » (v. 1642-1672) | Charles Philippe, « le Chevalier » (v. 1642-1672) | Charles Philippe, « le Chevalier » (v. 1642-1672) | Charles Philippe, « le Chevalier » (v. 1642-1672)        | Charles Philippe, « le Chevalier » (v. 1642-1672)        |                                                          |                                                          | Joseph, « Adhémar », puis, à partir de 1672, « le Chevalier » (v. 1644-1713) | Joseph, « Adhémar », puis, à partir de 1672, « le Chevalier » (v. 1644-1713) | Joseph, « Adhémar », puis, à partir de 1672, « le Chevalier » (v. 1644-1713) | Joseph, « Adhémar », puis, à partir de 1672, « le Chevalier » (v. 1644-1713) | Joseph, « Adhémar », puis, à partir de 1672, « le Chevalier » (v. 1644-1713) | Joseph, « Adhémar », puis, à partir de 1672, « le Chevalier » (v. 1644-1713) |                                                          |                                                          | Louis Joseph, évêque de Carcassonne, « le Bel Abbé » (1650-1722) | Louis Joseph, évêque de Carcassonne, « le Bel Abbé » (1650-1722) | Louis Joseph, évêque de Carcassonne, « le Bel Abbé » (1650-1722) | Louis Joseph, évêque de Carcassonne, « le Bel Abbé » (1650-1722) | Louis Joseph, évêque de Carcassonne, « le Bel Abbé » (1650-1722) | Louis Joseph, évêque de Carcassonne, « le Bel Abbé » (1650-1722) |
| Angélique Claire d'Angennes (morte en 1663)               | Angélique Claire d'Angennes (morte en 1663)               | Angélique Claire d'Angennes (morte en 1663)               | Angélique Claire d'Angennes (morte en 1663)               | Angélique Claire d'Angennes (morte en 1663)               | Angélique Claire d'Angennes (morte en 1663)               |  |  |                                            |                                            | Marie-Angélique du Puy-du-Fou (morte en 1667) | Marie-Angélique du Puy-du-Fou (morte en 1667) | Marie-Angélique du Puy-du-Fou (morte en 1667) | Marie-Angélique du Puy-du-Fou (morte en 1667) | Marie-Angélique du Puy-du-Fou (morte en 1667) | Marie-Angélique du Puy-du-Fou (morte en 1667) |                                              |                                              | François, comte de Grignan, « le Matou » (1632-1714) | François, comte de Grignan, « le Matou » (1632-1714) | François, comte de Grignan, « le Matou » (1632-1714) | François, comte de Grignan, « le Matou » (1632-1714) | François, comte de Grignan, « le Matou » (1632-1714) | François, comte de Grignan, « le Matou » (1632-1714) |                                       |                                       | Françoise Marguerite de Sévigné (1646-1705) | Françoise Marguerite de Sévigné (1646-1705) | Françoise Marguerite de Sévigné (1646-1705) | Françoise Marguerite de Sévigné (1646-1705) | Françoise Marguerite de Sévigné (1646-1705) | Françoise Marguerite de Sévigné (1646-1705) |                                                |                                                | Marie, abbesse de Saint-Benoît d’Aubenas (née en 1633) | Marie, abbesse de Saint-Benoît d’Aubenas (née en 1633) | Marie, abbesse de Saint-Benoît d’Aubenas (née en 1633) | Marie, abbesse de Saint-Benoît d’Aubenas (née en 1633) | Marie, abbesse de Saint-Benoît d’Aubenas (née en 1633) | Marie, abbesse de Saint-Benoît d’Aubenas (née en 1633) |                                            |                                            | Jean-Baptiste, coadjuteur, puis archev. d’Arles, « le seigneur Corbeau » (1638-1697) | Jean-Baptiste, coadjuteur, puis archev. d’Arles, « le seigneur Corbeau » (1638-1697) | Jean-Baptiste, coadjuteur, puis archev. d’Arles, « le seigneur Corbeau » (1638-1697) | Jean-Baptiste, coadjuteur, puis archev. d’Arles, « le seigneur Corbeau » (1638-1697) | Jean-Baptiste, coadjuteur, puis archev. d’Arles, « le seigneur Corbeau » (1638-1697) | Jean-Baptiste, coadjuteur, puis archev. d’Arles, « le seigneur Corbeau » (1638-1697) |                                       |                                       | Charles Philippe, « le Chevalier » (v. 1642-1672) | Charles Philippe, « le Chevalier » (v. 1642-1672) | Charles Philippe, « le Chevalier » (v. 1642-1672) | Charles Philippe, « le Chevalier » (v. 1642-1672) | Charles Philippe, « le Chevalier » (v. 1642-1672)        | Charles Philippe, « le Chevalier » (v. 1642-1672)        |                                                          |                                                          | Joseph, « Adhémar », puis, à partir de 1672, « le Chevalier » (v. 1644-1713) | Joseph, « Adhémar », puis, à partir de 1672, « le Chevalier » (v. 1644-1713) | Joseph, « Adhémar », puis, à partir de 1672, « le Chevalier » (v. 1644-1713) | Joseph, « Adhémar », puis, à partir de 1672, « le Chevalier » (v. 1644-1713) | Joseph, « Adhémar », puis, à partir de 1672, « le Chevalier » (v. 1644-1713) | Joseph, « Adhémar », puis, à partir de 1672, « le Chevalier » (v. 1644-1713) |                                                          |                                                          | Louis Joseph, évêque de Carcassonne, « le Bel Abbé » (1650-1722) | Louis Joseph, évêque de Carcassonne, « le Bel Abbé » (1650-1722) | Louis Joseph, évêque de Carcassonne, « le Bel Abbé » (1650-1722) | Louis Joseph, évêque de Carcassonne, « le Bel Abbé » (1650-1722) | Louis Joseph, évêque de Carcassonne, « le Bel Abbé » (1650-1722) | Louis Joseph, évêque de Carcassonne, « le Bel Abbé » (1650-1722) |
|                                                           |                                                           |                                                           |                                                           |                                                           |                                                           |  |  |                                            |                                            |                                               |                                               |                                               |                                               |                                               |                                               |                                              |                                              |                                                      |                                                      |                                                      |                                                      |                                                      |                                                      |                                       |                                       |                                             |                                             |                                             |                                             |                                             |                                             |                                                |                                                |                                                        |                                                        |                                                        |                                                        |                                                        |                                                        |                                            |                                            |                                                                                      |                                                                                      |                                                                                      |                                                                                      |                                                                                      |                                                                                      |                                       |                                       |                                                   |                                                   |                                                   |                                                   |                                                          |                                                          |                                                          |                                                          |                                                                              |                                                                              |                                                                              |                                                                              |                                                                              |                                                                              |                                                          |                                                          |                                                                  |                                                                  |                                                                  |                                                                  |                                                                  |                                                                  |
|                                                           |                                                           |                                                           |                                                           |                                                           |                                                           |  |  |                                            |                                            |                                               |                                               |                                               |                                               |                                               |                                               |                                              |                                              |                                                      |                                                      |                                                      |                                                      |                                                      |                                                      |                                       |                                       |                                             |                                             |                                             |                                             |                                             |                                             |                                                |                                                |                                                        |                                                        |                                                        |                                                        |                                                        |                                                        |                                            |                                            |                                                                                      |                                                                                      |                                                                                      |                                                                                      |                                                                                      |                                                                                      |                                       |                                       |                                                   |                                                   |                                                   |                                                   |                                                          |                                                          |                                                          |                                                          |                                                                              |                                                                              |                                                                              |                                                                              |                                                                              |                                                                              |                                                          |                                                          |                                                                  |                                                                  |                                                                  |                                                                  |                                                                  |                                                                  |
| Louise Catherine, Mlle de Grignan, religieuse (1661-1735) | Louise Catherine, Mlle de Grignan, religieuse (1661-1735) | Louise Catherine, Mlle de Grignan, religieuse (1661-1735) | Louise Catherine, Mlle de Grignan, religieuse (1661-1735) | Louise Catherine, Mlle de Grignan, religieuse (1661-1735) | Louise Catherine, Mlle de Grignan, religieuse (1661-1735) |  |  | Françoise Julie, Mlle d'Alérac (1663-1739) | Françoise Julie, Mlle d'Alérac (1663-1739) | Françoise Julie, Mlle d'Alérac (1663-1739)    | Françoise Julie, Mlle d'Alérac (1663-1739)    | Françoise Julie, Mlle d'Alérac (1663-1739)    | Françoise Julie, Mlle d'Alérac (1663-1739)    |                                               |                                               | Henri Éléonor Hurault de Vibraye (1659-1728) | Henri Éléonor Hurault de Vibraye (1659-1728) | Henri Éléonor Hurault de Vibraye (1659-1728)         | Henri Éléonor Hurault de Vibraye (1659-1728)         | Henri Éléonor Hurault de Vibraye (1659-1728)         | Henri Éléonor Hurault de Vibraye (1659-1728)         |                                                      |                                                      | Marie-Blanche, religieuse (1670-1735) | Marie-Blanche, religieuse (1670-1735) | Marie-Blanche, religieuse (1670-1735)       | Marie-Blanche, religieuse (1670-1735)       | Marie-Blanche, religieuse (1670-1735)       | Marie-Blanche, religieuse (1670-1735)       |                                             |                                             | Louis Provence, marquis de Grignan (1671-1704) | Louis Provence, marquis de Grignan (1671-1704) | Louis Provence, marquis de Grignan (1671-1704)         | Louis Provence, marquis de Grignan (1671-1704)         | Louis Provence, marquis de Grignan (1671-1704)         | Louis Provence, marquis de Grignan (1671-1704)         |                                                        |                                                        | Anne Marguerite de Saint-Amans (1673-1736) | Anne Marguerite de Saint-Amans (1673-1736) | Anne Marguerite de Saint-Amans (1673-1736)                                           | Anne Marguerite de Saint-Amans (1673-1736)                                           | Anne Marguerite de Saint-Amans (1673-1736)                                           | Anne Marguerite de Saint-Amans (1673-1736)                                           |                                                                                      |                                                                                      | Pauline (1674-1737)                   | Pauline (1674-1737)                   | Pauline (1674-1737)                               | Pauline (1674-1737)                               | Pauline (1674-1737)                               | Pauline (1674-1737)                               |                                                          |                                                          | Louis de Simiane d’Esparron (1671-1718)                  | Louis de Simiane d’Esparron (1671-1718)                  | Louis de Simiane d’Esparron (1671-1718)                                      | Louis de Simiane d’Esparron (1671-1718)                                      | Louis de Simiane d’Esparron (1671-1718)                                      | Louis de Simiane d’Esparron (1671-1718)                                      |                                                                              |                                                                              | Jean-Baptiste (1676-1677)                                | Jean-Baptiste (1676-1677)                                | Jean-Baptiste (1676-1677)                                        | Jean-Baptiste (1676-1677)                                        | Jean-Baptiste (1676-1677)                                        | Jean-Baptiste (1676-1677)                                        |                                                                  |                                                                  |
| Louise Catherine, Mlle de Grignan, religieuse (1661-1735) | Louise Catherine, Mlle de Grignan, religieuse (1661-1735) | Louise Catherine, Mlle de Grignan, religieuse (1661-1735) | Louise Catherine, Mlle de Grignan, religieuse (1661-1735) | Louise Catherine, Mlle de Grignan, religieuse (1661-1735) | Louise Catherine, Mlle de Grignan, religieuse (1661-1735) |  |  | Françoise Julie, Mlle d'Alérac (1663-1739) | Françoise Julie, Mlle d'Alérac (1663-1739) | Françoise Julie, Mlle d'Alérac (1663-1739)    | Françoise Julie, Mlle d'Alérac (1663-1739)    | Françoise Julie, Mlle d'Alérac (1663-1739)    | Françoise Julie, Mlle d'Alérac (1663-1739)    |                                               |                                               | Henri Éléonor Hurault de Vibraye (1659-1728) | Henri Éléonor Hurault de Vibraye (1659-1728) | Henri Éléonor Hurault de Vibraye (1659-1728)         | Henri Éléonor Hurault de Vibraye (1659-1728)         | Henri Éléonor Hurault de Vibraye (1659-1728)         | Henri Éléonor Hurault de Vibraye (1659-1728)         |                                                      |                                                      | Marie-Blanche, religieuse (1670-1735) | Marie-Blanche, religieuse (1670-1735) | Marie-Blanche, religieuse (1670-1735)       | Marie-Blanche, religieuse (1670-1735)       | Marie-Blanche, religieuse (1670-1735)       | Marie-Blanche, religieuse (1670-1735)       |                                             |                                             | Louis Provence, marquis de Grignan (1671-1704) | Louis Provence, marquis de Grignan (1671-1704) | Louis Provence, marquis de Grignan (1671-1704)         | Louis Provence, marquis de Grignan (1671-1704)         | Louis Provence, marquis de Grignan (1671-1704)         | Louis Provence, marquis de Grignan (1671-1704)         |                                                        |                                                        | Anne Marguerite de Saint-Amans (1673-1736) | Anne Marguerite de Saint-Amans (1673-1736) | Anne Marguerite de Saint-Amans (1673-1736)                                           | Anne Marguerite de Saint-Amans (1673-1736)                                           | Anne Marguerite de Saint-Amans (1673-1736)                                           | Anne Marguerite de Saint-Amans (1673-1736)                                           |                                                                                      |                                                                                      | Pauline (1674-1737)                   | Pauline (1674-1737)                   | Pauline (1674-1737)                               | Pauline (1674-1737)                               | Pauline (1674-1737)                               | Pauline (1674-1737)                               |                                                          |                                                          | Louis de Simiane d’Esparron (1671-1718)                  | Louis de Simiane d’Esparron (1671-1718)                  | Louis de Simiane d’Esparron (1671-1718)                                      | Louis de Simiane d’Esparron (1671-1718)                                      | Louis de Simiane d’Esparron (1671-1718)                                      | Louis de Simiane d’Esparron (1671-1718)                                      |                                                                              |                                                                              | Jean-Baptiste (1676-1677)                                | Jean-Baptiste (1676-1677)                                | Jean-Baptiste (1676-1677)                                        | Jean-Baptiste (1676-1677)                                        | Jean-Baptiste (1676-1677)                                        | Jean-Baptiste (1676-1677)                                        |                                                                  |                                                                  |

### Sources et bibliographie
- Pierre Clément, Le Comte de Grignan, Revue des deux Mondes, Paris, 1854 (voir ci-contre).
- Marie de Rabutin-Chantal de Sévigné, Marguerite de Sévigné, François Adhémar de Monteil de Grignan, La première année de correspondance entre Mme de Sévigné et Mme de Grignan / Marie de Rabutin-Chantal, marquise de Sévigné, Françoise-Marguerite de, comtesse de Grignan, édition Cécile Lignereux, Classiques Garnier, Paris, 2012  (ISBN 9782812407918)
- Marie de Rabutin-Chantal de Sévigné, Correspondance, édition Roger Duchêne, Bibliothèque de la Pléiade, Paris, 1973-1978 (3 volumes).
- Marie de Rabutin-Chantal de Sévigné, Lettres choisies / Madame de Sévigné, Gallimard, Paris, 1990.
- Marie de Rabutin-Chantal de Sévigné, Lettres de Madame la Marquise de Sévigné, à Madame la comtesse de Grignan, sa fille, édition Pierre Machuel, Rouen, 1780.
- Marius André, Guide de Grignan : Son Château et ses souvenirs, Marseille, 1962.
- Franck Mossiker, Madame de Sevigné : a life and letters, Knopf, New York, 1983  (ISBN 0-394-41472-1)
- François de Grignan, Jean-Baptiste Colbert (1850), Lettre de François Adhémar de Monteil de Grignan (lieutenant-général et vice-gouverneur de Provence) à Jean-Baptiste Colbert (contrôleur général des finances) datée du 9 janvier 1672, à Lambesc. Les Correspondances administratives sous le règne de Louis XIV, 1(1), 400-401.